# Los Alamos (California)
Los Alamos è un census-designated place (CDP) degli Stati Uniti d'America situato in California, nella contea di Santa Barbara.